# Lee Jae-sung

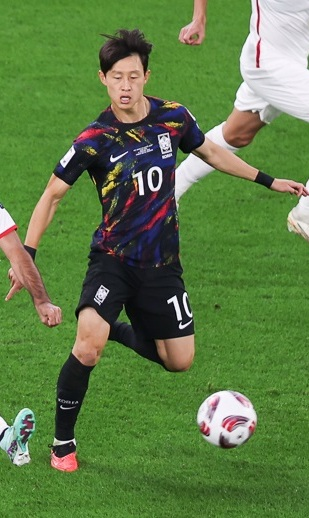
Lee Jae-sung pela Seleção Sul-coreana em 2023.

Lee Jae-sung (10 de agosto de 1992) é um futebolista sul-coreano que atua como meia. Atualmente, joga pelo 1. FSV Mainz 05.

## Carreira
Foi convocado para defender a Seleção Sul-Coreana de Futebol na Copa do Mundo de 2018.